# Тахеограф

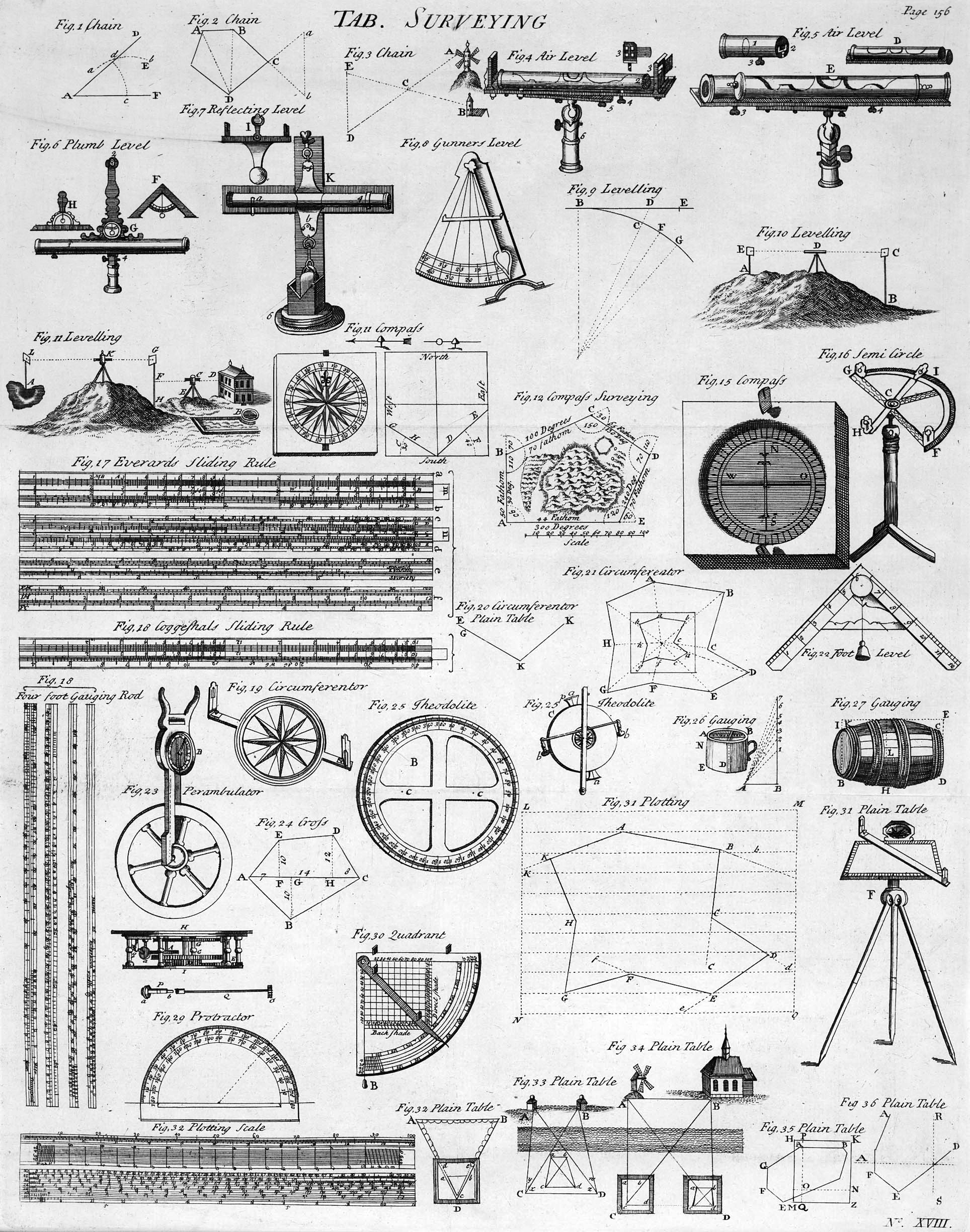
Table of Surveying, 1728 Cyclopaedia Тахеограф серед інших інструментів для знімання.

Тахеограф (рос. тахеограф, англ. tacheograph нім. Tacheograph) – транспортир з круговою шкалою і лінійкою, виготовлений на прозорій основі. Тахеограф використовується для нанесення на план точок знятих тахеометричною зйомкою.